# رابرت استالنکر
رابرت استالنکر (به انگلیسی: Robert Stalnaker) (متولد ۱۹۴۰) استاد فلسفه در مؤسسه فناوری ماساچوست است. او از نظریه‌پردازان دربارهٔ مفهوم جهان‌های ممکن است. یوسف علی‌آبادی از شاگردان اوست.